# Waldemar Burghard
Waldemar Burghard (* 1924 in Osnabrück; † Januar 2002) war ein deutscher Polizeibeamter und bis 1983 Direktor des Landeskriminalpolizeiamtes Niedersachsen.

## Leben
Zum Abschluss einer langen Kriminalpolizei-Karriere war er von 1971 bis 1974 Leiter der Kriminalpolizei bei der Polizeidirektion Hannover und wurde anschließend bis 1983 Direktor des Landeskriminalpolizeiamtes Niedersachsen. Vor seiner umfangreichen Tätigkeit als Fachschriftsteller mit polizeilichen Themen schrieb er anfangs populärer. 1948 entstanden die Kleine Schule der Selbstverteidigung und 1955 Besser fahren mit dem Motorrad. In der Zeitschrift Das Motorrad schrieb er unter dem Pseudonym „WaBu“ etliche Artikel. Unter seinen Mitarbeitern hatte er den Spitznamen „Waldi“.

## Ehrungen und Auszeichnungen
- 1983: Verdienstkreuz 1. Klasse der Bundesrepublik Deutschland

| Personendaten    | Personendaten                                                      |
| ---------------- | ------------------------------------------------------------------ |
| NAME             | Burghard, Waldemar                                                 |
| KURZBESCHREIBUNG | deutscher Polizist, Direktor des Landeskriminalamtes Niedersachsen |
| GEBURTSDATUM     | 1924                                                               |
| GEBURTSORT       | Osnabrück                                                          |
| STERBEDATUM      | Januar 2002                                                        |